# Ji Pengfei
Ji Pengfei (chiń. upr. 姬鹏飞; chiń. trad. 姬鵬飛; pinyin Jī Péngfēi; ur. 2 lutego 1910, zm. 10 lutego 2000 w Pekinie) – chiński polityk i dyplomata.
Pochodził z prowincji Shanxi. Ukończył studia medyczne na akademii wojskowej w Xi’anie i służył jako oficer medyczny w jednostce armii republikańskiej, która w 1931 roku przeszła na stronę komunistów. Brał udział w Długim Marszu (1934-1935) i wojnie z Japonią (1937-1945)
W latach 1950–1955 był ambasadorem ChRL w NRD. Po powrocie do kraju mianowany w 1955 wiceministrem spraw zagranicznych, którą to funkcję sprawował do roku 1971. W tym czasie odbył liczne podróże, m.in. do Maroka, Gwinei, Mali, Ghany i Konga w 1965 roku. Po rozpoczęciu rewolucji kulturalnej zdołał utrzymać wpływy. W 1972 roku otrzymał urząd ministra spraw zagranicznych, którym pozostał do 1974.
Członek Ogólnochińskiego Zgromadzenia Przedstawicieli Ludowych III (1964-1975) i IV (1975-1978) kadencji. W latach 1975–1979 sekretarz generalny i wiceprzewodniczący Stałego Komitetu OZPL. W latach 1979–1982 wicepremier, następnie do 1988 członek Rady Państwa.
W latach 70. jako przedstawiciel Chin odwiedził liczne kraje arabskie, zachodnioeuropejskie i amerykańskie. W latach 80. stał na czele komitetu, który opracował warunki powrotu Hongkongu i Makau do Chin na warunkach Specjalnych Regionów Administracyjnych.